# Syzygium caryophyllatum
Syzygium caryophyllatum là một loài thực vật thuộc họ Myrtaceae. Đây là loài bản địa Sri Lanka và tây nam Ấn Độ (bang Kerala).

## Hình ảnh

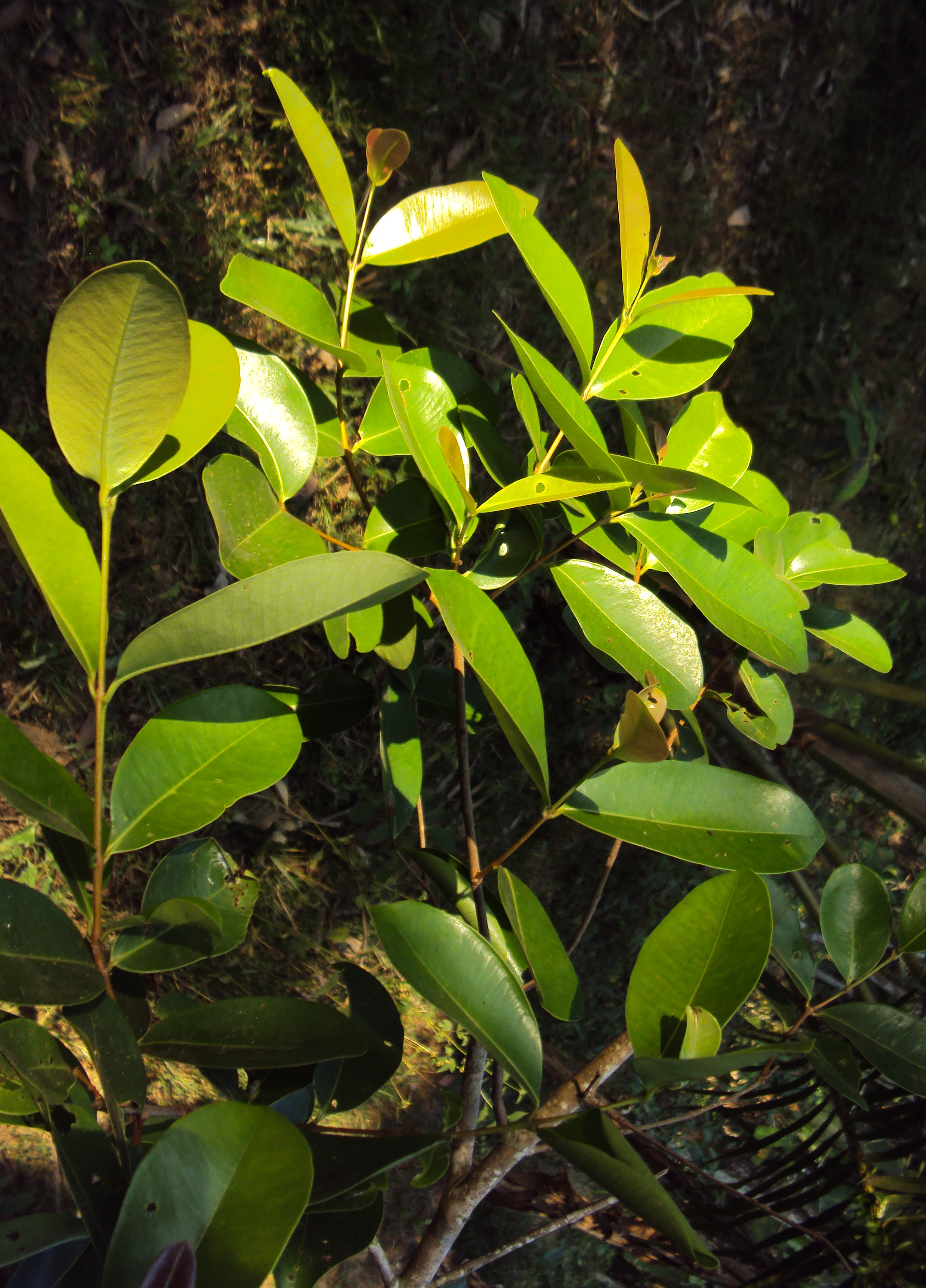
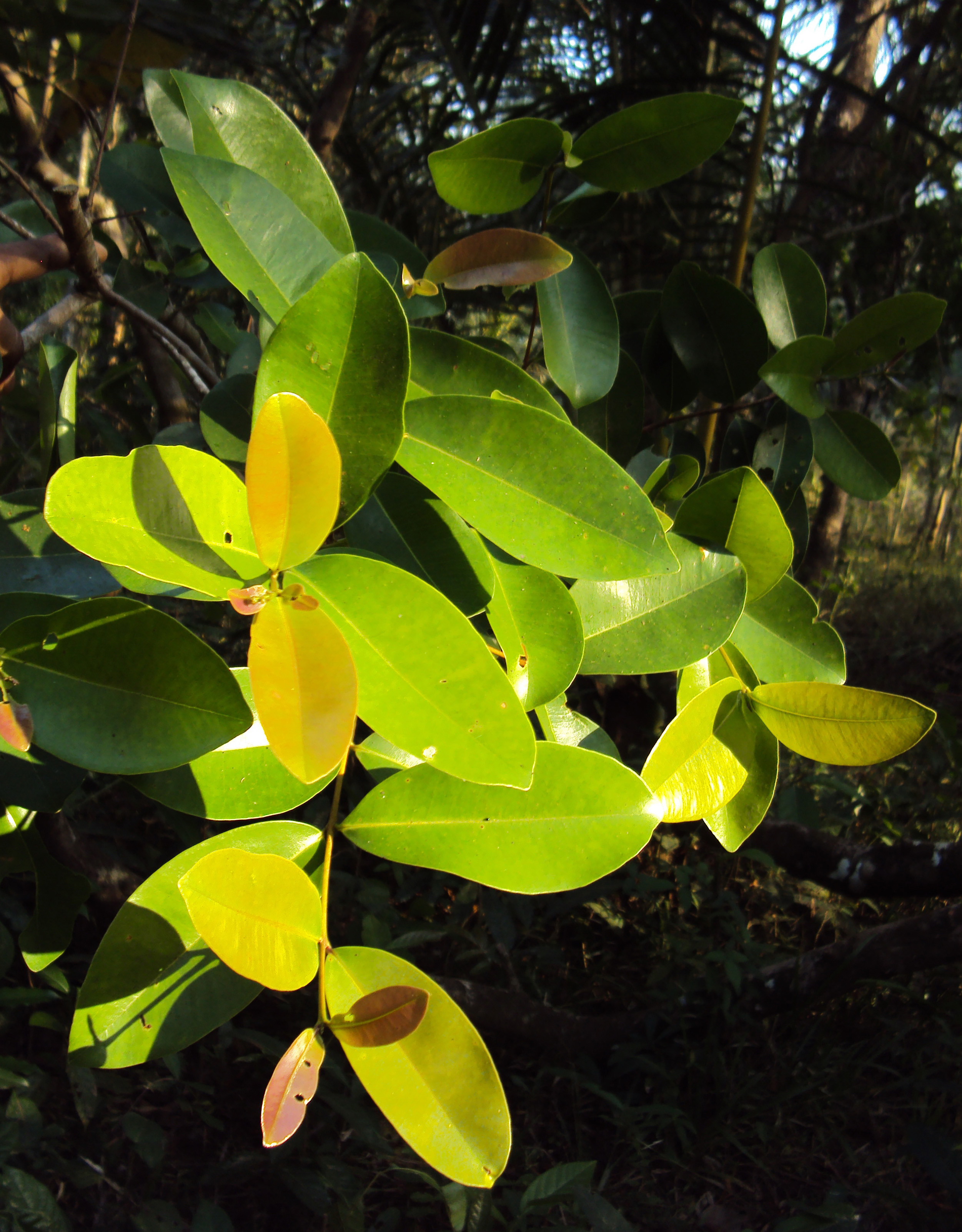
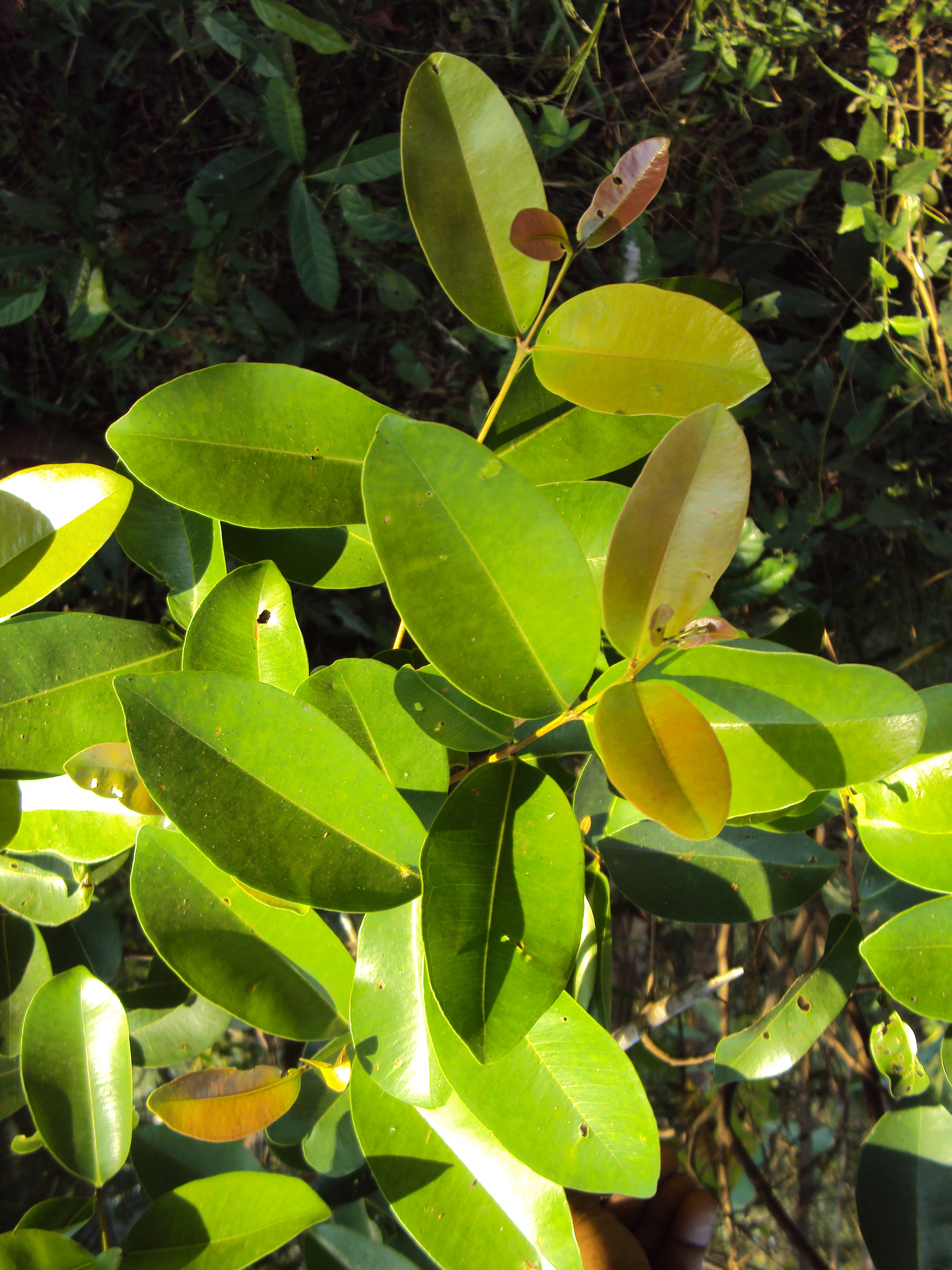
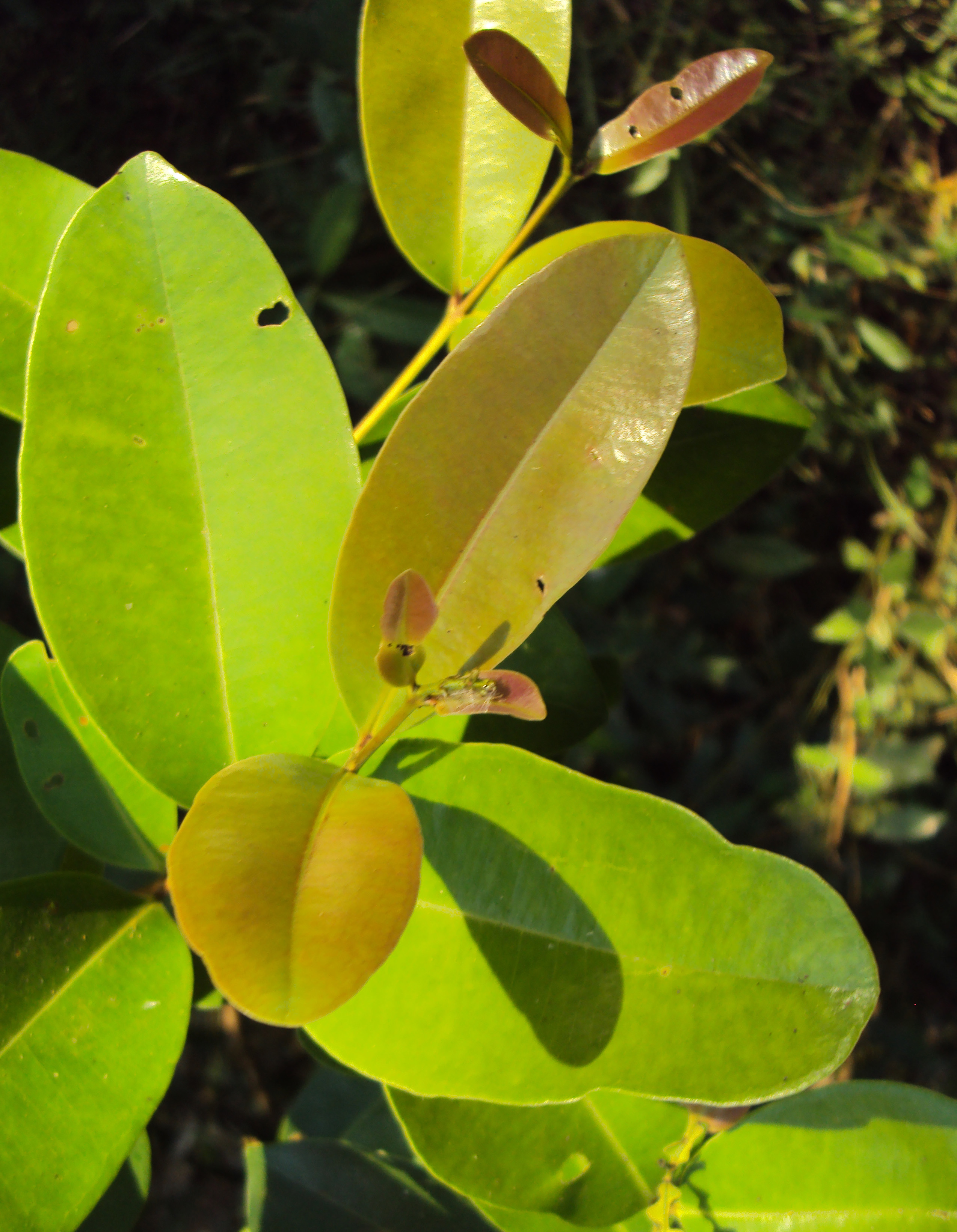